# فابيولا جيانوتي
فابيولا جيانوتي (بالإيطالية: Fabiola Gianotti)‏ (و. 1960 – م) هي فيزيائية من إيطاليا . ولدت في روما .وهي عضوة في الأكاديمية الوطنية للعلوم، والأكاديمية الفرنسية للعلوم .

## مناصب
تولت منصب Director General of CERN (منذ 1 يناير 2016) .

## التعليم
تعلمت في جامعة ميلانو (–1989)، وMilan Conservatory ‏

## جوائز
حصلت على جوائز منها:
- نيشان الاستحقاق للجمهورية الإيطالية من رتبة الصليب الأعظم (9 ديسمبر 2014)[17]
- جائزة الفيزياء الأساسية (20 مارس 2013)[18]
- نيشان استحقاق الجمهورية الإيطالية من رتبة ضابط أكبر (19 سبتمبر 2012)[17]
- نيشان الاستحقاق للجمهورية الإيطالية من رتبة قائد (26 فبراير 2009).[17]

## روابط خارجية
- فابيولا جيانوتي على موقع IMDb (الإنجليزية)
- فابيولا جيانوتي على موقع مونزينجر (الألمانية)
- فابيولا جيانوتي على موقع قاعدة بيانات الفيلم (الإنجليزية)